# ハイブリッドオートフォーカス
ハイブリッドオートフォーカス（ハイブリッドAF）は測った実距離を元にしたピント合わせと画像解析を元にしたピント合わせの長所を取り入れたオートフォーカス (AF) の方式。パッシブAFが苦手な一色の無地の壁、暗闇でもAFが可能。アクティブAFのような中抜けもしない。
ニコン「COOLPIX8400」、リコー「GR DIGITAL（初代）」「GX100」に搭載されている。